# Tinsley Price
Tinsley Price (* 4. August 2012) ist eine US-amerikanische Kinderdarstellerin.

## Leben
Internationale Bekanntheit erlangte Price als Holly Wheeler in der US-amerikanischen Science-Fiction-Mysteryserie Stranger Things, die auf Netflix ausgestrahlt wird. Sie spielt in bisher allen vier Staffeln eine Nebenrolle, anfangs teilte sie sich die Rolle mit ihrer Zwillingsschwester Anniston. Zudem war sie in mehreren Folgen der vierten Staffel der Fernsehserie The Walking Dead in der Rolle der Judith Grimes zu sehen.

## Filmografie (Auswahl)
Serien
- 2013–2016: The Walking Dead (6 Episoden)
- seit 2016: Stranger Things

Filme
- 2016: Die Bestimmung – Allegiant (The Divergent Series: Allegiant)
- 2018: Galveston – Die Hölle ist ein Paradies (Galveston)